# Shunki Higashi
Shunki Higashi (jap. 東 俊希, Higashi Shunki; * 28. Juli 2000 in Ōzu, Präfektur Ehime) ist ein japanischer Fußballspieler. 

## Karriere
Shunki Higashi erlernte das Fußballspielen in den Jugendmannschaften von Kita SSC, FC Zebra und Sanfrecce Hiroshima. Bei Sanfrecce unterschrieb er im September 2018 seinen ersten Profivertrag. Der Verein aus Hiroshima, einer Hafenstadt im Südwesten der japanischen Hauptinsel Honshū, spielte in der höchsten Liga des Landes, der J1 League. Am Ende der Saison 2024 wurde er mit Sanfrecce Hiroshima Vizemeister der Liga. Am 8. Februar 2025 gewann er mit Sanfrecce Hiroshima den japanischen Supercup. Das Spiel gegen den Meister Vissel Kōbe gewann man mit 2:0.

## Erfolge
Sanfrecce Hiroshima
- Japanischer Vizemeister: 2024
- Japanischer Supercup-Sieger: 2025